# Winter-Asienspiele 2007/Skilanglauf
Bei den Winter-Asienspielen 2007 in Changchun  (Volksrepublik China) wurden  die Wettbewerbe im Skilanglauf zwischen dem 30. Januar und dem 3. Februar 2007 ausgetragen.

## Skilanglauf Männer

### Sprint Freistil
| Platz | Sportler            | Land       |
| ----- | ------------------- | ---------- |
| 1     | Yūichi Onda         | Japan      |
| 2     | Alexei Poltoranin   | Kasachstan |
| 3     | Jewgeni Koschewoi   | Kasachstan |
| 4     | Nikolai Tschebotko  | Kasachstan |
| 5     | Sergei Tscherepanow | Kasachstan |
| 6     | Nobu Naruse         | Japan      |
| 7     | Shunsuke Komamura   | Japan      |
| 8     | Gim Hak-Jin         | Südkorea   |

Datum: 30. Januar

### 30 km Freistil
| Platz | Sportler           | Land                | Zeit        |
| ----- | ------------------ | ------------------- | ----------- |
| 1     | Maxim Odnodworzew  | Kasachstan          | 1:22:44,0 h |
| 2     | Andrei Kondryschew | Kasachstan          | 1:24:05,0 h |
| 3     | Andrei Golowko     | Kasachstan          | 1:24:32,0 h |
| 4     | Katsuhito Ebisawa  | Japan               | 1:25:28,0 h |
| 5     | Nikolai Tschebotko | Kasachstan          | 1:26:49,0 h |
| 6     | Li Geliang         | Volksrepublik China | 1:27:17,0 h |
| 7     | Shunsuke Komamura  | Japan               | 1:28:28,0 h |
| 8     | Shōhei Honda       | Japan               | 1:29:17,0 h |

Datum: 31. Januar

### 4 × 10-km-Staffel
| Platz | Sportler                                                                    | Land                | Zeit        |
| ----- | --------------------------------------------------------------------------- | ------------------- | ----------- |
| 1     | Sergei Tscherepanow Andrei Kondryschew Maxim Odnodworzew Nikolai Tschebotko | Kasachstan          | 1:55:46,3 h |
| 2     | Yūichi Onda Katsuhito Ebisawa Nobu Naruse Shōhei Honda                      | Japan               | 2:00:40,6 h |
| 3     | Li Geliang Xia Wan Bian Wenyou Wang Songtao                                 | Volksrepublik China | 2:03:20,0 h |
| 4     | Choi In-Hun Hong Jin-ho Gim Hak-jin Jung Eui Myung                          | Südkorea            | 2:07:13,1 h |
| 5     | Sattar Seid Ahmad Kavian Shemshaki Hossein Saveh Seyed Mostafa Mirhashemi   | Iran                | 2:24:22,8 h |

Datum: 3. Februar

## Skilanglauf Frauen

### Sprint Freistil
| Platz | Sportler        | Land                |
| ----- | --------------- | ------------------- |
| 1     | Chunli Wang     | Volksrepublik China |
| 2     | Jelena Kolomina | Kasachstan          |
| 3     | Hou Yuxia       | Volksrepublik China |
| 4     | Song Bo         | Volksrepublik China |
| 5     | Oksana Jatskaja | Kasachstan          |
| 6     | Nobuko Fukuda   | Japan               |
| 7     | Man Dandan      | Volksrepublik China |
| 8     | Madoka Natsumi  | Japan               |

Datum: 30. Januar

### 5 km klassisch
| Platz | Sportler                      | Land                | Zeit        |
| ----- | ----------------------------- | ------------------- | ----------- |
| 1     | Oksana Jatskaja               | Kasachstan          | 15:57,7 min |
| 2     | Swetlana Malahowa-Schischkina | Kasachstan          | 15:59,4 min |
| 3     | Wang Chunli                   | Volksrepublik China | 16:02,7 min |
| 4     | Jelena Antonowa               | Kasachstan          | 16:16,8 min |
| 5     | Masako Ishida                 | Japan               | 16:27,5 min |
| 6     | Li Hongxue                    | Volksrepublik China | 16:29,0 min |
| 7     | Jelena Kolomina               | Kasachstan          | 16:34,4 min |
| 8     | Sumiko Yokoyama               | Japan               | 16:42,1 min |

Datum: 31. Januar

### 4 × 5-km-Staffel
| Platz | Sportler                                                                      | Land                | Zeit        |
| ----- | ----------------------------------------------------------------------------- | ------------------- | ----------- |
| 1     | Jelena Kolomina Jelena Antonowa Oksana Jatskaja Swetlana Malahowa-Schischkina | Kasachstan          | 1:04:42,2 h |
| 2     | Wang Chunli Li Hongxue Liu Yuanyuan Hou Yuxia                                 | Volksrepublik China | 1:06:25,4 h |
| 3     | Madoka Natsumi Masako Ishida Sumiko Yokoyama Nobuko Fukuda                    | Japan               | 1:07:29,4 h |
| 4     | Lee Chae-won Young-Hee Kim Ji-young Bae In Hwa Kyung                          | Südkorea            | 1:14:03,5 h |

Datum: 3. Februar